# Ceterach alpina
Ceterach alpina là một loài dương xỉ trong họ Aspleniaceae. Loài này được DC., Lam. & DC. mô tả khoa học đầu tiên năm 1805.
Danh pháp khoa học của loài này chưa được làm sáng tỏ. 